# Kauffman (krater)
För andra betydelser, se Kauffman.
Kauffman är en nedslagskrater med en diameter på 25 kilometer, på planeten Venus. Kauffman har fått sitt namn efter den schweiziska konstnären Angelika Kauffmann.